# Bruce Beutler
Bruce A. Beutler (ur. 29 grudnia 1957 w Chicago) – amerykański immunolog i genetyk.

## Życiorys
Jest synem Ernesta Beutlera, hematologa i genetyka, pracującego w The Scripps Research Institute. Już jako nastolatek wykonywał doświadczenia w pracowni ojca, a także brał udział w eksperymentach prowadzonych przez Susumu Ohno. W 1976 roku ukończył college na University of California, San Diego i podjął studia medyczne na University of Chicago, które ukończył w 1981 roku. 
W latach 1981–1983 odbył staż lekarski na University of Texas Southwestern Medical Center. W 1983 roku odbył staż podoktorski w laboratorium Anthony'ego Ceramiego na Uniwersytecie Rockefellera. W 1986 roku powrócił do University of Texas Southwestern Medical Center, podjął również pracę w Howard Hughes Medical Institute. W 2000 roku otrzymał stanowisko profesora immunologii w Scripps Research Institute w La Jolla (gdzie wcześniej pracował jego ojciec). W 2007 roku po utworzeniu wydziału genetyki objął jego kierownictwo.
Beutler jako pierwszy zidentyfikował i wyizolował czynnik martwicy nowotworów TNF-α z organizmu myszy. Był też odkrywcą receptora Toll-like receptor 4, za pośrednictwem którego endotoksyna odpowiedzialna za wstrząs septyczny aktywuje komórki odporności ssaków. 
W 2011 roku otrzymał Nagrodę Nobla w dziedzinie fizjologii lub medycyny za „odkrycia dotyczące aktywacji odporności wrodzonej”. Równocześnie nagrodę otrzymali Jules Hoffmann i Ralph Steinman.